# Yekaterina Bychkova
Yekaterina Andréyevna Bychkova (en ruso: Екатерина Андреевна Бычкова) (Moscú, Unión Soviética, 5 de junio de 1985) es una extenista rusa.
Su mejor clasificación en la WTA fue la número 66 del mundo, que llegó el 20 de febrero de 2006. En dobles alcanzó número 106 del mundo, que llegó el 29 de enero de 2007. Hasta la fecha, ha ganado diez individuales y cinco títulos de dobles en el ITF tour.
Se retiró del tenis en el 2017.

## Actuación en TorneosGrand Slam
| Torneos                   | 2005 | 2006 | 2007 | 2008 | 2009 | 2010 | 2011 | 2012 | 2013 | 2014 | 2015 | 2016 | G–P  |
| ------------------------- | ---- | ---- | ---- | ---- | ---- | ---- | ---- | ---- | ---- | ---- | ---- | ---- | ---- |
| Grand Slam                |      |      |      |      |      |      |      |      |      |      |      |      |      |
| Abierto de Australia      |      | 2R   | 1R   | Q3   | 1R   | A    | Q1   | Q1   | Q1   | Q2   | Q3   | A    | 1–3  |
| Roland Garros             |      | 1R   | 1R   | 1R   | Q1   | 1R   | Q3   | Q1   | Q1   | A    | Q2   | A    | 0–3  |
| Wimbledon                 |      | 2R   | 1R   | 1R   | 2R   | Q2   | A    | Q3   | Q1   | Q2   | Q2   | A    | 1–3  |
| Abierto de Estados Unidos |      | 2R   | 2R   | 2R   | Q2   | Q1   | 1R   | Q2   | Q1   | Q2   | Q1   | A    | 2–2  |
| G–P                       | 0–0  | 3–4  | 1–4  | 1–3  | 1–2  | 0–1  | 0–2  | 0–0  | 0–0  | 0–0  | 0–0  | 0–0  | 6–15 |

## Títulos ITF

### Individual (10)
| Torneos de $100,000 |
| Torneos de $75,000  |
| Torneos de $50,000  |
| Torneos de $25,000  |
| Torneos de $15,000  |
| Torneos de $10,000  |

| N.º | Fecha                   | Torneo                  | Superficie    | Oponentes               | Resultado |
| --- | ----------------------- | ----------------------- | ------------- | ----------------------- | --------- |
| 1.  | 14 de diciembre de 2003 | Cairo, Egipto           | Tierra batida | Gabriela Velasco Andreu | 6–1, 6–4  |
| 2.  | 4 de julio de 2004      | Krasnoarmeisk, Rusia    | Dura          | Olga Panova             | 6–2, 6–3  |
| 3.  | 23 de agosto de 2004    | Moscú, Rusia            | Tierra batida | Maria Kondratieva       | 6–2, 6–1  |
| 4.  | 27 de marzo de 2005     | San Petersburgo, Rusia  | Dura (i)      | Emma Laine              | 6–1, 6–2  |
| 5.  | 17 de diciembre de 2005 | Bergamo, Italia         | Carpet        | Mervana Jugić-Salkić    | 6–3, 6–0  |
| 6.  | 18 de junio de 2006     | Marseille, Francia      | Tierra batida | Severine Beltrame       | 6–1, 6–2  |
| 7.  | 19 de junio de 2009     | Contrexéville, Francia  | Tierra batida | Kathrin Wörle-Scheller  | 6–4, 6–4  |
| 8.  | 7 de agosto de 2010     | Moscú, Rusia            | Tierra batida | Darya Kustova           | 6–2, 7–5  |
| 9.  | 14 de abril de 2013     | Edgbaston, Reino Unido  | Dura (i)      | Angelica Moratelli      | 6–4, 6–3  |
| 10. | 23 de febrero de 2014   | Nottingham, Reino Unido | Dura (i)      | Pauline Parmentier      | 3–0 ret.  |

#### Finalista (7)
| N.º | Fecha                   | Torneo                          | Superficie    | Oponentes              | Resultado     |
| --- | ----------------------- | ------------------------------- | ------------- | ---------------------- | ------------- |
| 1.  | 3 de octubre de 2004    | Belgrade, Serbia                | Tierra batida | Virág Németh           | 6–2, 2–6, 2–6 |
| 2.  | 19 de diciembre de 2004 | Bergamo, Italia                 | Dura (i)      | Michaëlla Krajicek     | 4–6, 3–6      |
| 3.  | 1 de mayo de 2005       | Cagnes-sur-Mer, Francia         | Tierra batida | Laura Pous-Tio         | 6–7(4), 6–4   |
| 4.  | 3 de mayo de 2009       | Charlottesville, Estados Unidos | Tierra batida | Lindsay Lee-Waters     | 3–6, 5–7      |
| 5.  | 26 de julio de 2009     | Pétange, Luxemburgo             | Tierra batida | Arantxa Parra Santonja | 3–6, 2–6      |
| 6.  | 26 de marzo de 2011     | Namangan, Uzbekistán            | Dura          | Jasmina Tinjić         | 6–7, 6–2, 6–7 |
| 7.  | 28 de abril de 2014     | Gifu, Japón                     | Dura          | Tímea Babos            | 1-6, 2-6      |